# قشب اليابان
قُشب اليابان هي شجيرة نفضية صفراء مزهرة في فصيلة الوردية مهدها الصين واليابان وكورية وهو النوع الوحيد في جنس القشب. ينمو في البرية في الأحراج على المنحدرات الجبلية.